# Kassa-Óváros

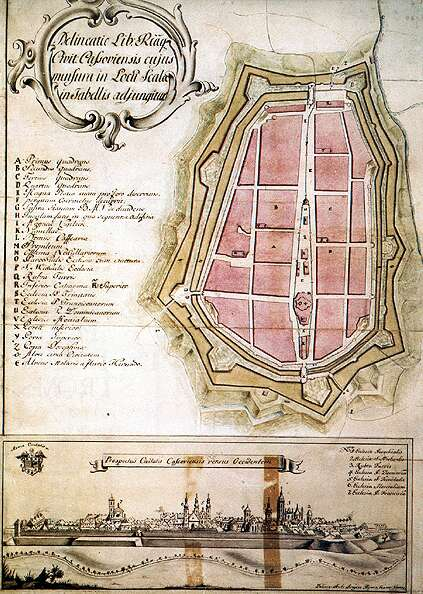
Kassa 1780-as térképe

Kassa-Óváros (szlovákul: Staré Mesto) Kassa város része Szlovákiában, a Kassai kerület Kassai I. járásában. Területe 4,34 km². Polgármestere Igor Petrovčik

## Fekvése
Kassa város központja. Részei: Huštáky (0,71 km²), Letná (0,69 km²) és Stredné Mesto (2,94 km²).

## Népessége
Lakosainak száma 2001-ben 22 171 fő volt.
2011-ben 20 592 lakosából 13 426 szlovák és 891 magyar.

## Látnivalók

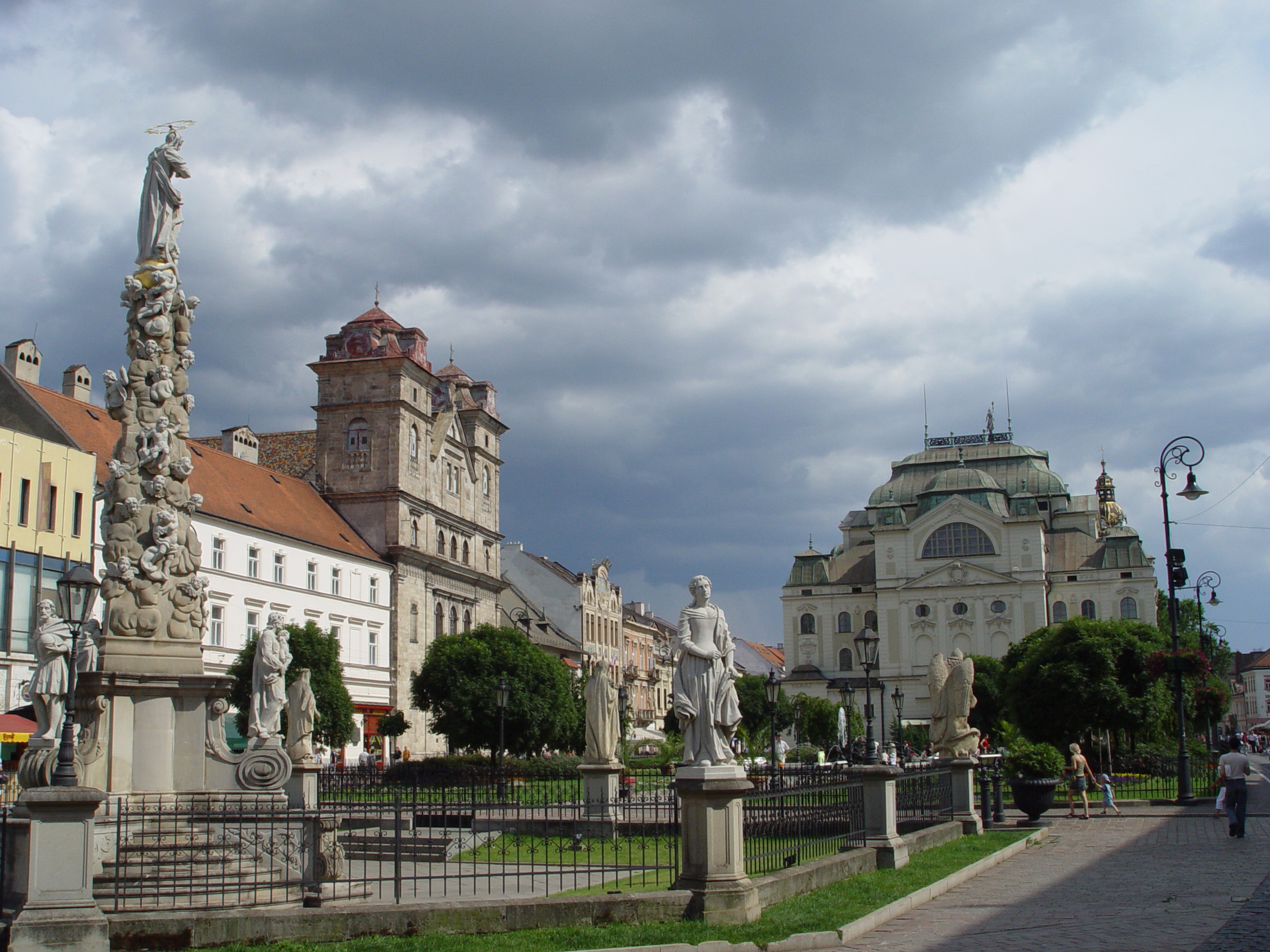
Fő utca
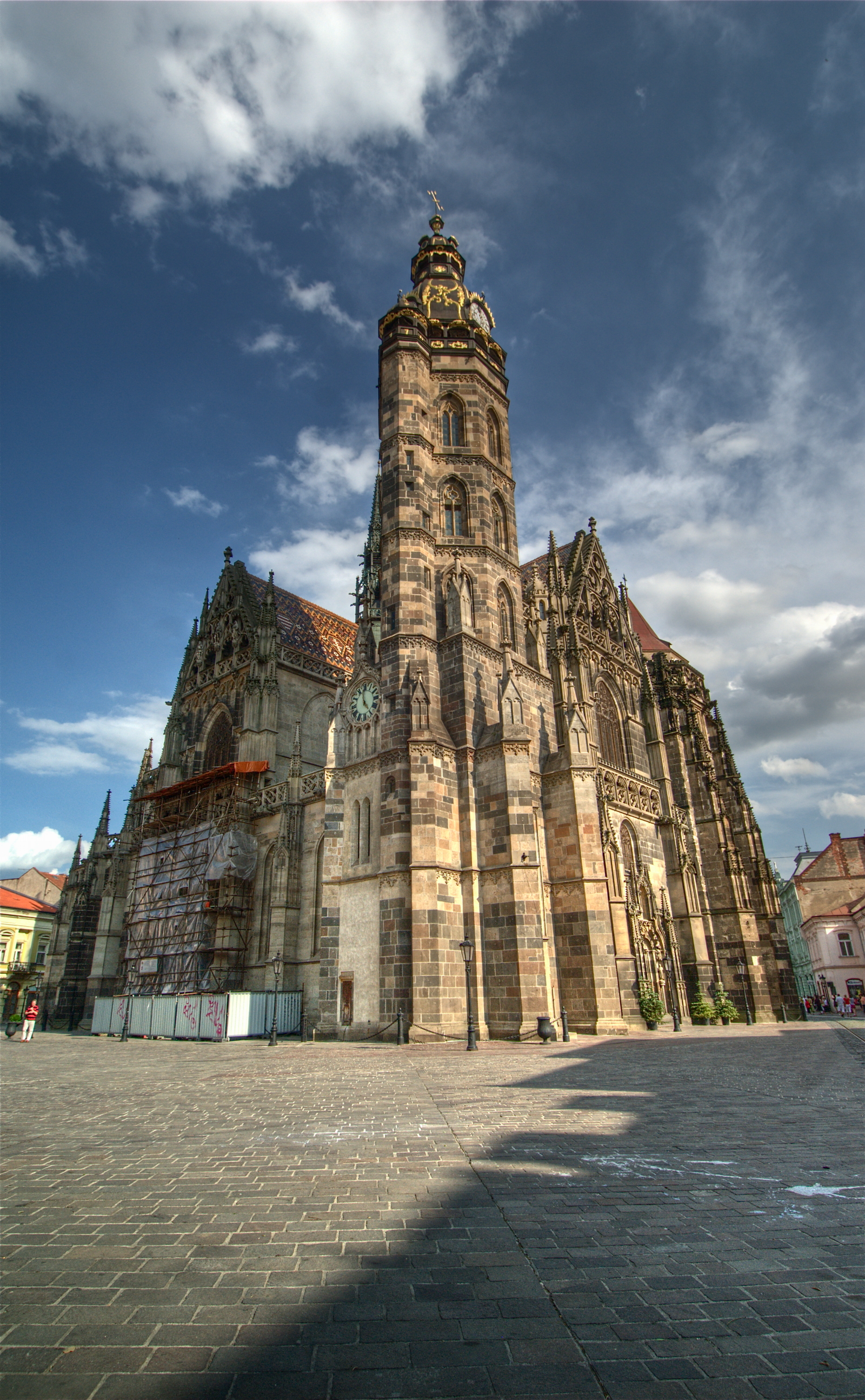
Szent Erzsébet-dóm
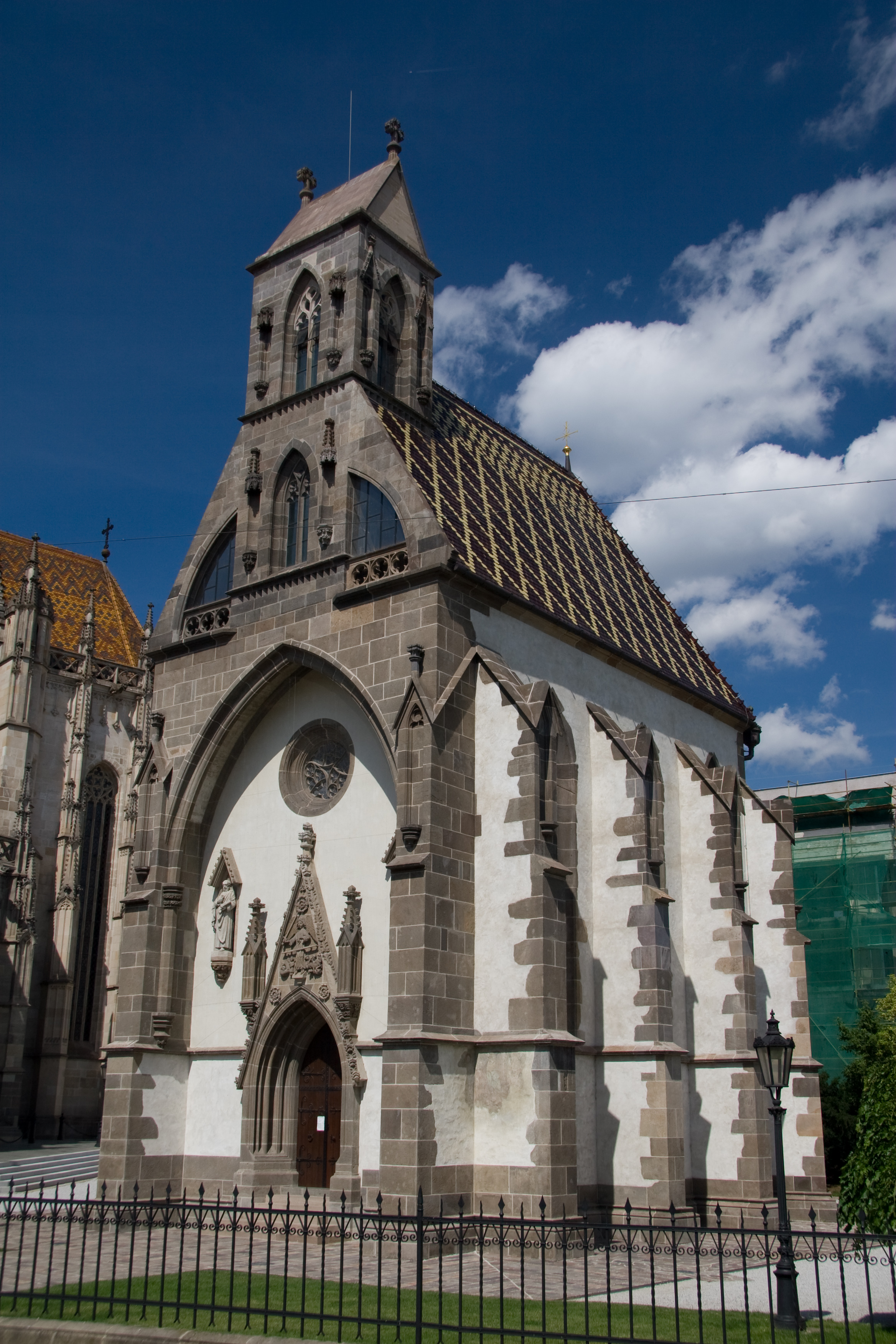
Szent Mihály kápolna
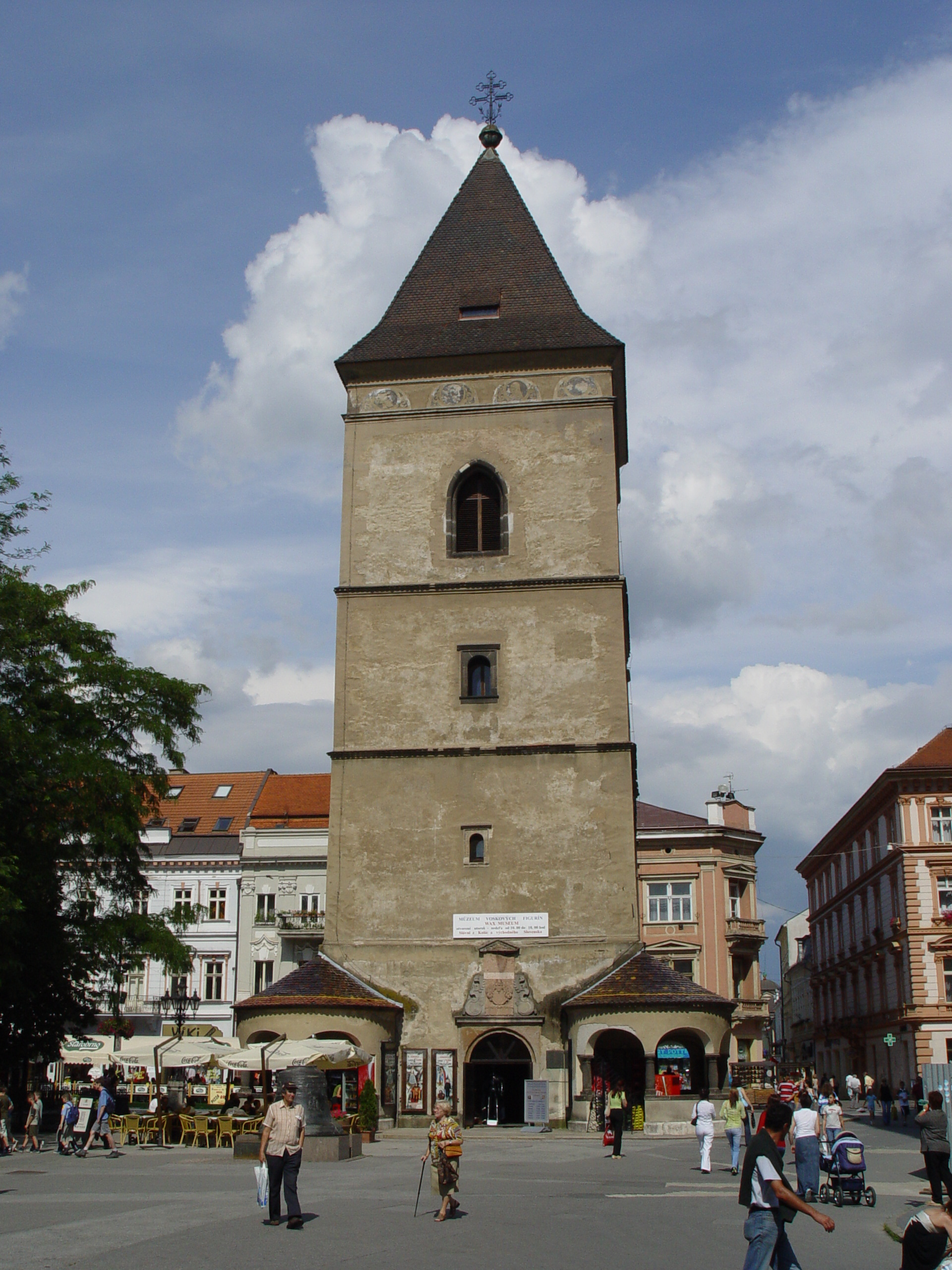
Orbán-torony
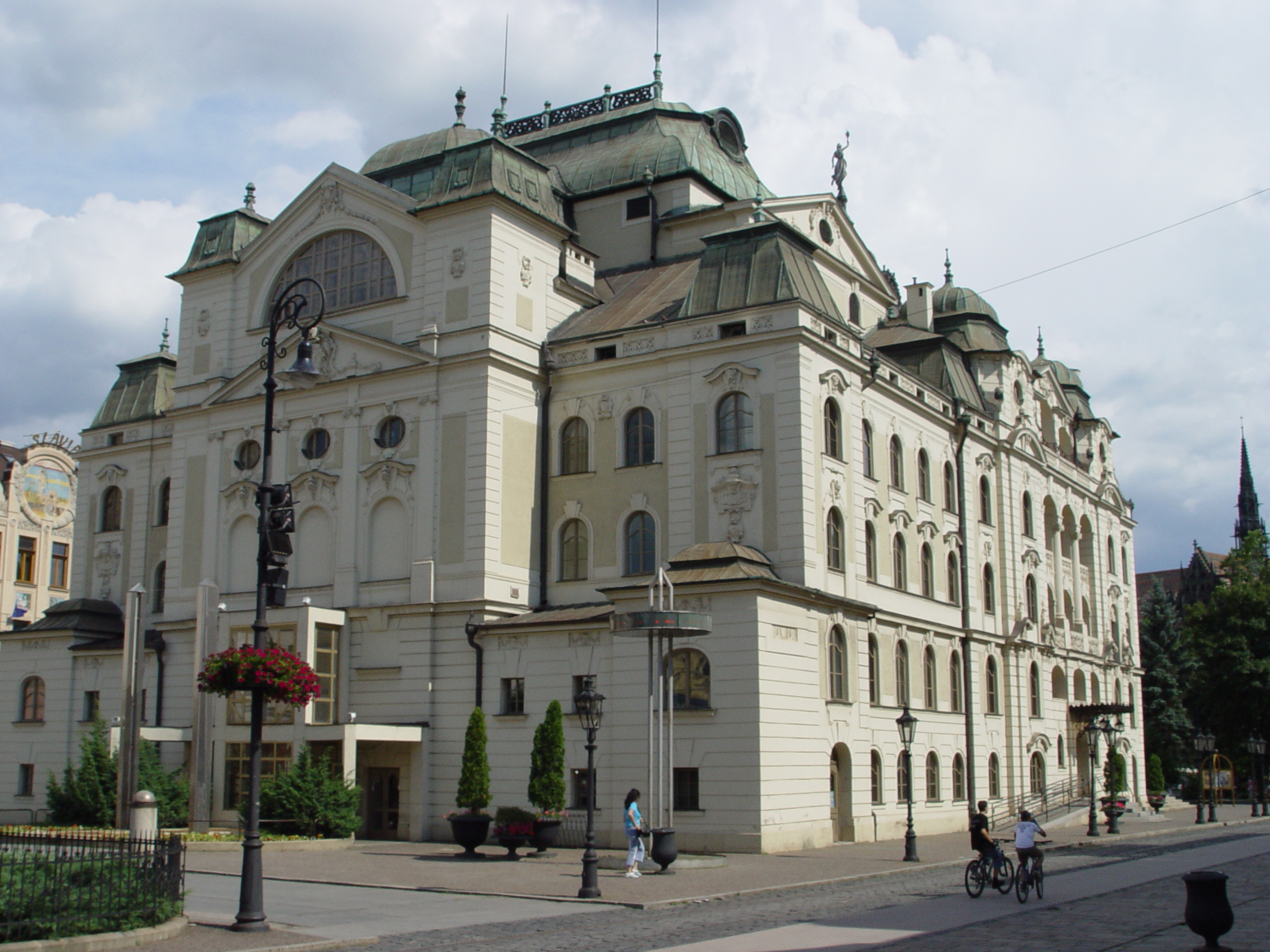
Állami Színház
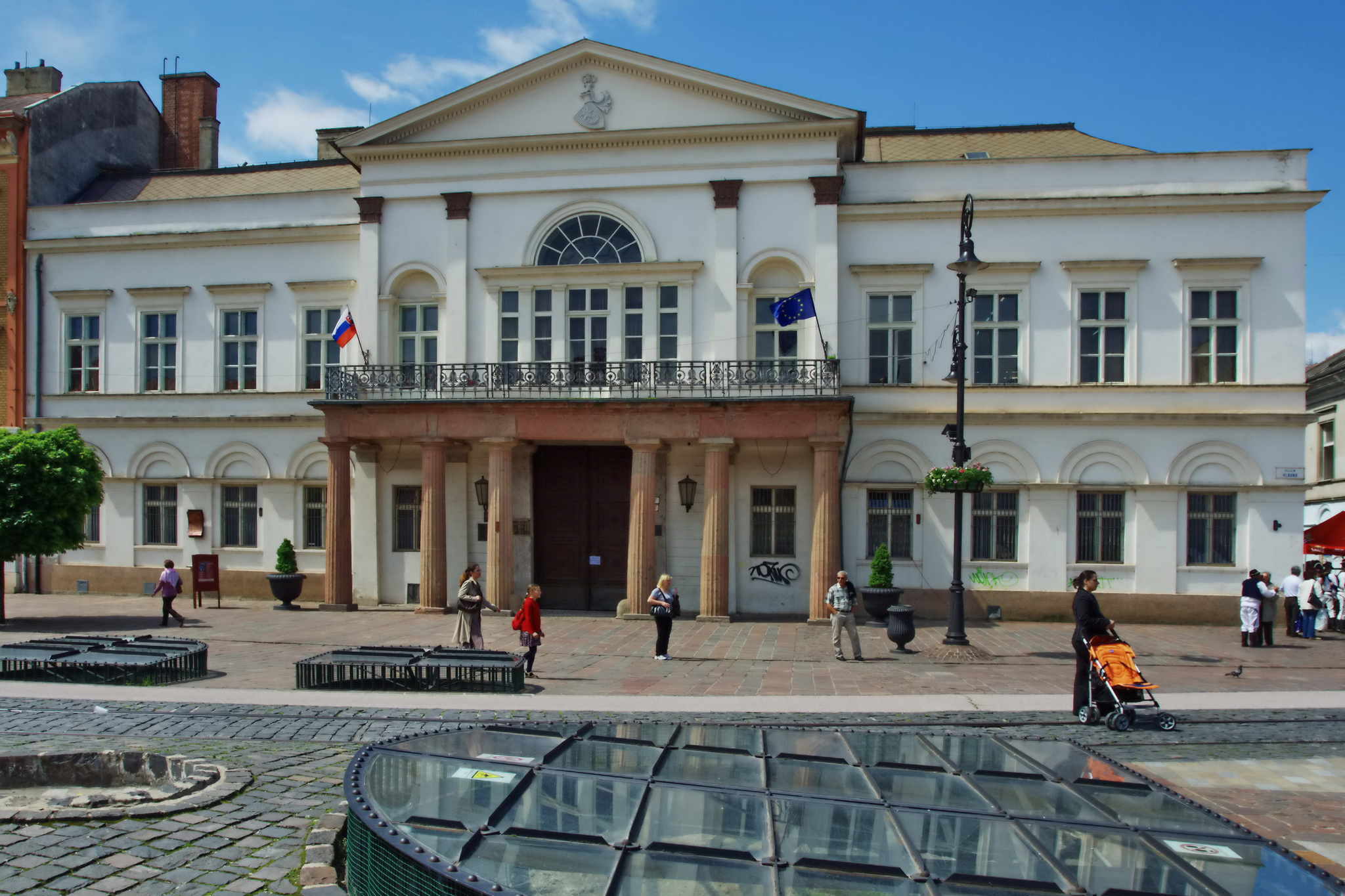
Forgách-palota
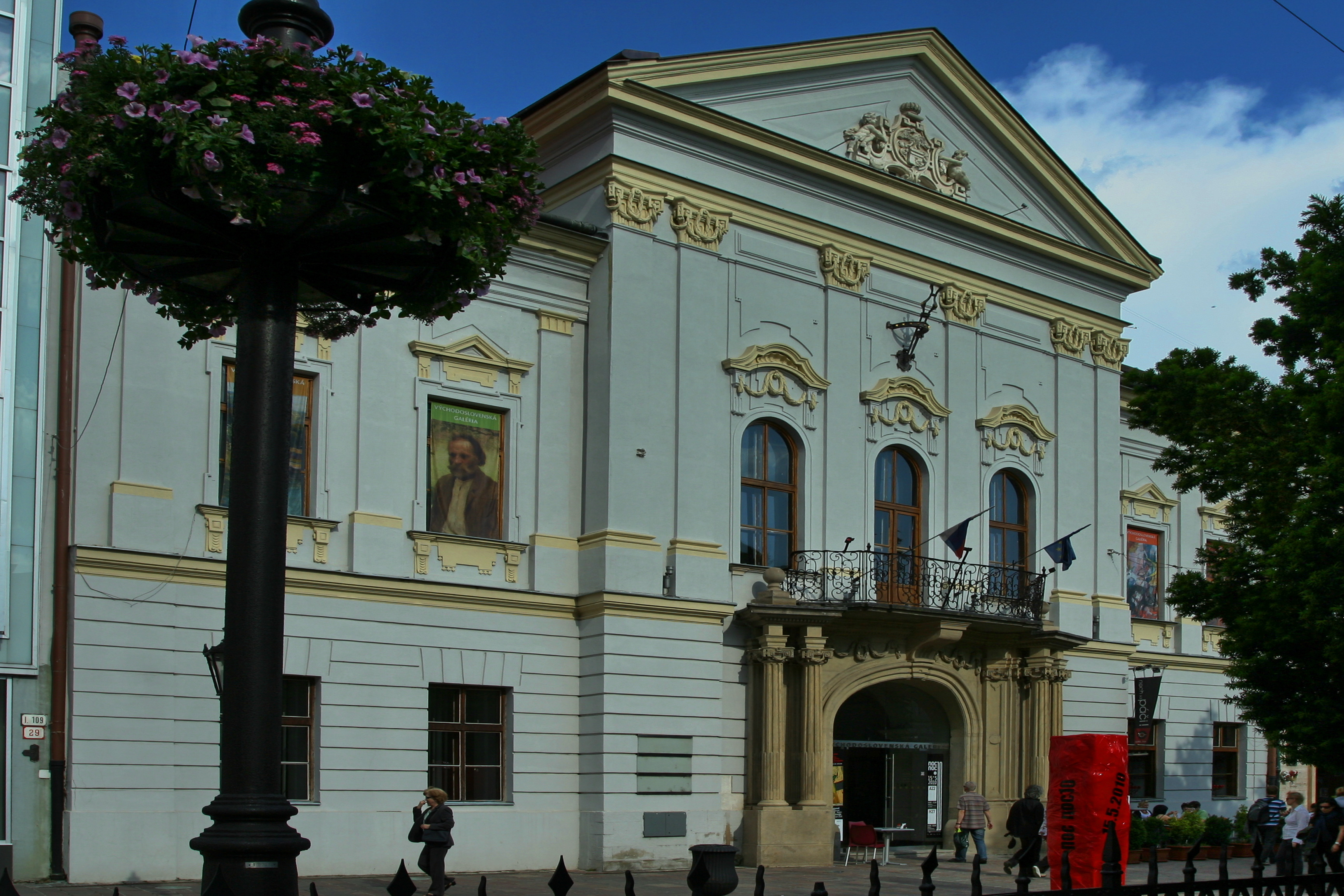
Megyeháza
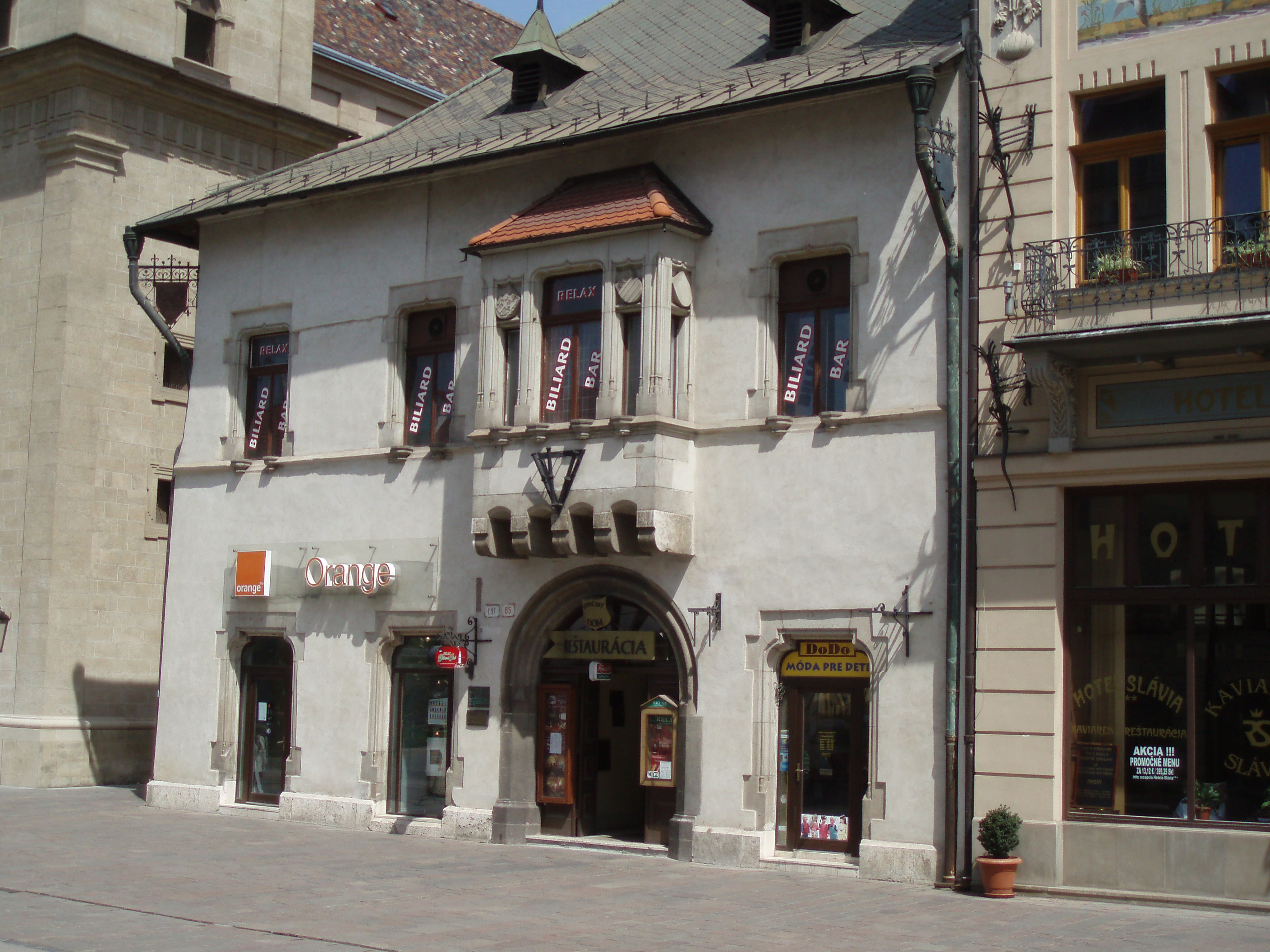
Lőcsei ház
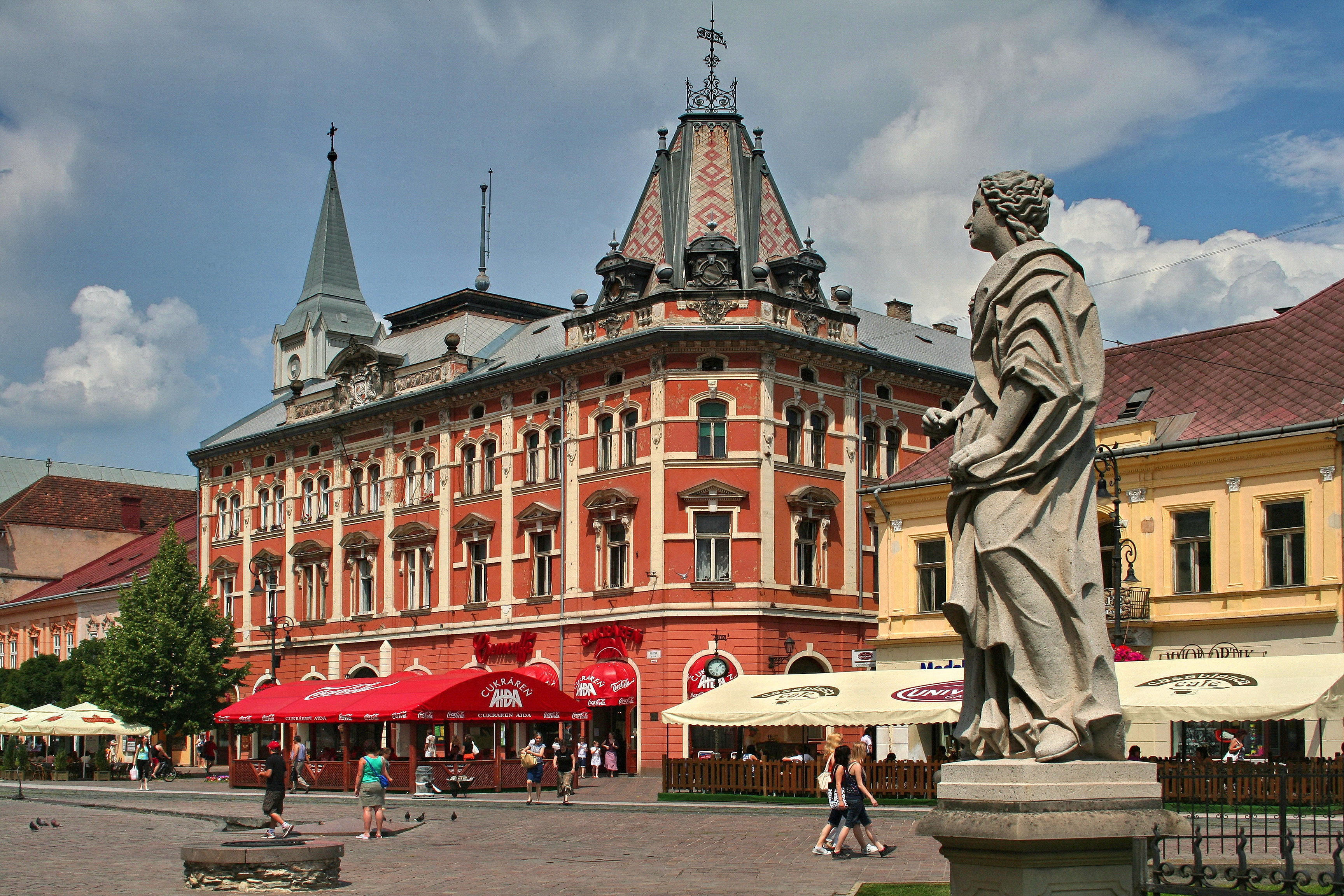
Andrássy palota
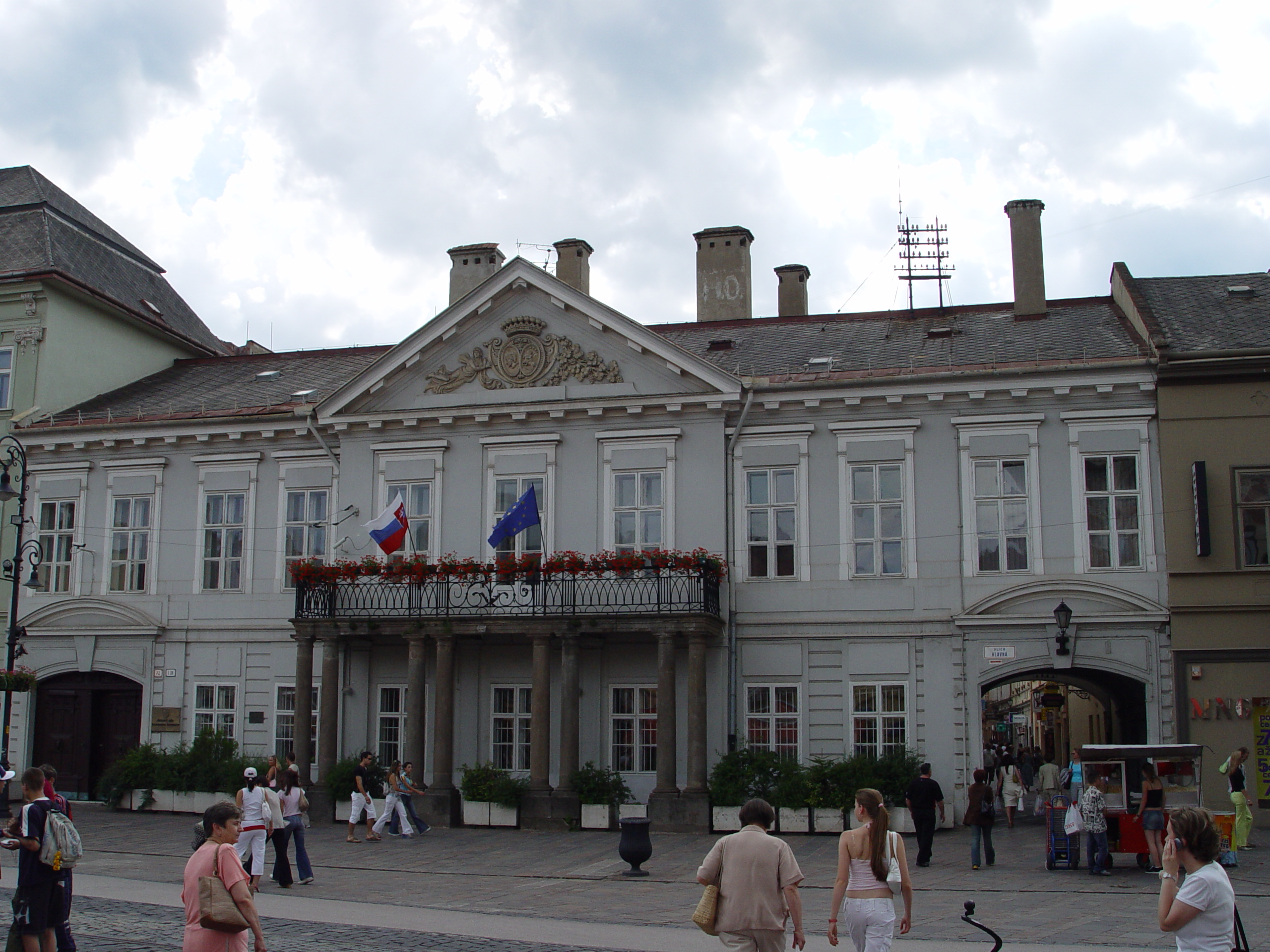
Csáky-Dessewffy-palota